# Hohenbucko
Hohenbucko er en kommune i landkreis Elbe-Elster i den tyske delstat Brandenburg. Byen tilhører Amt Schlieben med sæde i byen Schlieben.